# Glenea ducalis
Glenea ducalis är en skalbaggsart som beskrevs av Hintz 1911. Glenea ducalis ingår i släktet Glenea och familjen långhorningar. Inga underarter finns listade i Catalogue of Life.